# 1993 rok
1993 rok – trzeci album studyjny radomskiego zespołu Ira, wydany 16 kwietnia przez firmę fonograficzną Top Music.
Płyta nagrywana była w pośpiechu. Utwory zostały skomponowane tuż po zakończeniu trasy koncertowej, między 20 stycznia a 8 lutego 1993 roku. Zespół przez ponad miesiąc nagrywał je w studiu S-4 w Warszawie podczas 36 sześciogodzinnych sesji nagraniowych. Produkcją i realizacją zajął się Leszek Kamiński, montażem płyty Krzysztof Audycki, zdjęcia wykonał Dariusz Majewski, a projektem graficznym Zbigniew Majerczyk. 16 kwietnia Top Music wydała kasetę, a premiera płyty odbyła się pod koniec maja. W międzyczasie ukazał się maxi singel z utworem Wiara.
Głównym kompozytorem i aranżerem utworów został gitarzysta grupy, Piotr Łukaszewski – prawie wszystkie kompozycje na płycie są jego autorstwa. Teksty w zdecydowanej większości napisał wokalista grupy, Artur Gadowski.
Brzmieniowo i kompozycyjnie płyta jest „cięższa” od swej poprzedniczki, przeważają na niej utwory o średnim tempie, połączone z melodyjnymi gitarowymi solówkami. Materiał jest dość zróżnicowany, począwszy od utrzymanego w nastrojowym, balladowym brzmieniu, połączonym z dźwiękami fortepianu utworze Wiara, a skończywszy na niemalże heavymetalowo brzmiącym Szatanie. Wśród tematyki pojawia się m.in. nawiązanie do utworu Jimiego Hendriksa Purple Haze (Woodstock).
Gościnnie na płycie wystąpił Tomasz Bracichowicz. Zagrał na fortepianie w jednym z utworów.
Zespół zaprezentował utwory z tej płyty podczas swojego trzeciego występu na Festiwalu w Jarocinie w sierpniu 1993 roku. Pochodzący z tego albumu utwór Wiara, z lekko zmienionym tekstem oraz z udziałem innych artystów stał się hymnem WOŚP. Utwór ten ukazał się na specjalnym maxi singlu wydanym w maju.
W 2002 roku została wydana przez firmę „Andromeda” reedycja tej płyty.
Także w tym samym 1993 roku, radio RMF FM wydało okazjonalną kasetę z okazji urodzinowego koncertu Gadowskiego, który się odbył 1 czerwca 1993 roku w Krakowie. Kaseta zawierała materiał z płyty 1993 rok oraz w postaci bonusu piosenkę Wiara nagraną z udziałem gości, w ramach WOŚP.
Album parę miesięcy po premierze, uzyskał status złotej płyty.

## Lista utworów
1. "1993’rok" (Ira) – 1:28
2. "Sen" (P. Łukaszewski – A. Gadowski) – 4:37
3. "Sex" (P. Łukaszewski – A. Gadowski) – 5:06
4. "Woodstock" (J. Płucisz – Ira) – 2:48
5. "Wiara" (P. Łukaszewski – P. Łukaszewski) – 5:26
6. "Szatan" (P. Łukaszewski – A. Gadowski) – 4:08
7. "Ona" (P. Łukaszewski – A. Gadowski) – 4:29
8. "Deszcz" (P. Łukaszewski – A. Gadowski) – 5:05
9. "Taki jestem" (P. Łukaszewski – A. Gadowski) – 4:11
10. "Zew krwi" (J. Płucisz – J. Płucisz) – 3:30
11. "Podróż" (P. Sujka – P. Sujka) – 4:05
12. "Wyznanie" (P. Łukaszewski – A. Gadowski) – 4:49

## Twórcy
Ira
- Artur Gadowski – śpiew
- Kuba Płucisz – gitara rytmiczna
- Piotr Łukaszewski – gitara prowadząca
- Piotr Sujka – gitara basowa, wokal wspierający
- Wojciech Owczarek – perkusja

Muzycy sesyjni
- Tomasz Bracichowicz – fortepian (utwór 5)

Produkcja
- Nagrywany: 8 lutego – marzec 1993 roku w Studio S-4 w Warszawie
- Producent muzyczny: Leszek Kamiński
- Realizator nagrań: Leszek Kamiński
- Montaż płyty: Krzysztof Audycki
- Aranżacja: Piotr Łukaszewski, Jakub Płucisz, Piotr Sujka
- Mastering: Leszek Kamiński
- Teksty piosenek: Artur Gadowski, Piotr Łukaszewski, Jakub Płucisz, Piotr Sujka
- Zdjęcia: Dariusz Majewski
- Projekt graficzny: Zbigniew Majerczyk
- Projekt okładki: Pro-Art Studio
- Pomysł okładki: Wojciech Owczarek, Marek Maj
- Sponsor zespołu: Mustang Poland
- Wytwórnia: Top Music

## Pozycje na listach przebojów
| Rok  | Utwór  | Lista Przebojów Radiowej III |
| ---- | ------ | ---------------------------- |
| 1993 | Sex    | 4                            |
| 1993 | Wiara  | 1                            |
| 1994 | Deszcz | 13                           |

## Wydania albumu

### Kaseta magnetofonowa
| Kraj wydania | Wydawca   | Rok wydania | Numer katalogowy | Opis kasety                                                             |
| ------------ | --------- | ----------- | ---------------- | ----------------------------------------------------------------------- |
| Polska       | Top Music | 1993        | P-073            | Wydanie kasety, która ukazała się jako pierwsza, 16 kwietnia 1993 roku. |

### Płyta kompaktowa
| Kraj wydania | Wydawca   | Rok wydania | Numer katalogowy | Opis albumu                                                                         |
| ------------ | --------- | ----------- | ---------------- | ----------------------------------------------------------------------------------- |
| Polska       | Top Music | 1993        | TCD 005          | Oryginalne wydanie albumu. Płyta CD ukazała się w sklepach w połowie maja 1993 roku |
| Polska       | Andromeda | 2002        | CD 0981          | Reedycja albumu, wydana w 2002 roku przez firmę Andromeda                           |